# Automobiles André Dubonnet

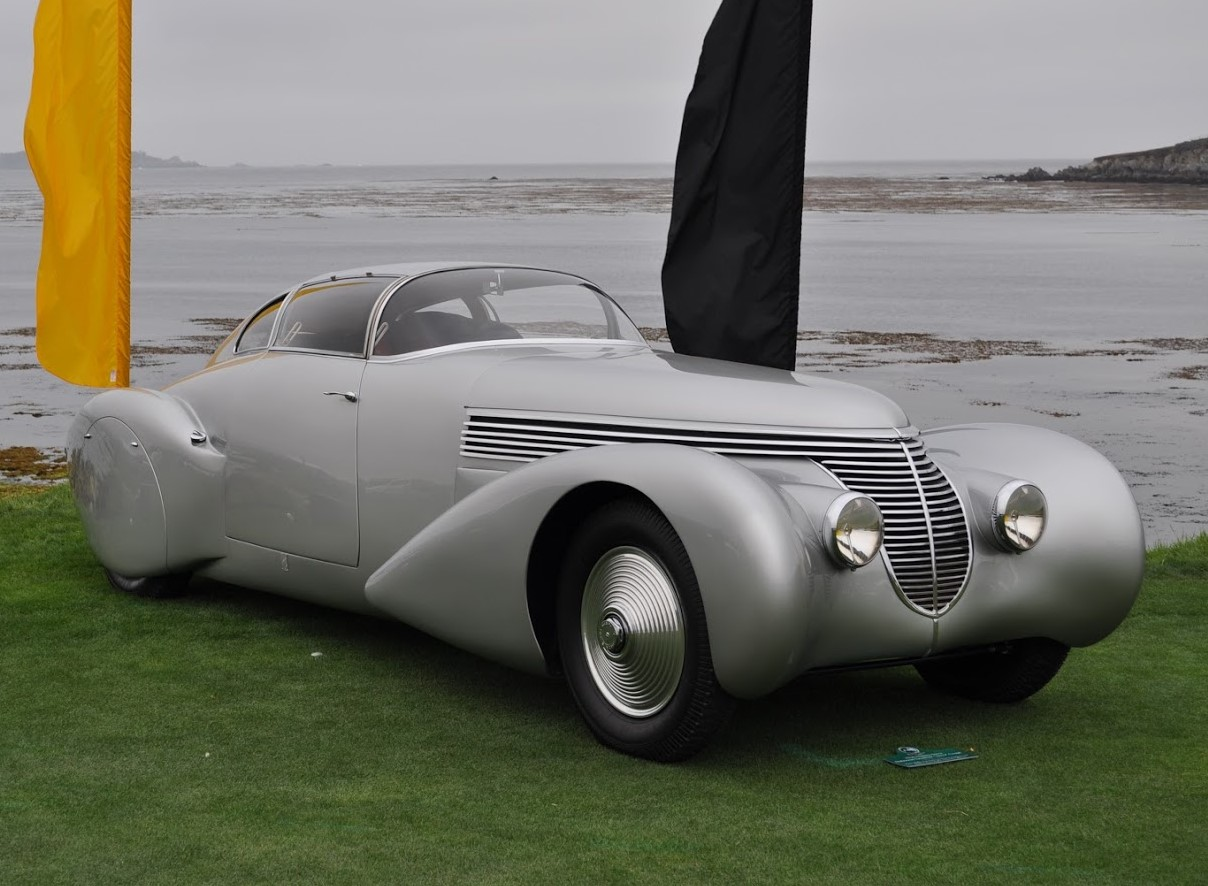
Dubonnet Xenia von 1938

Automobiles André Dubonnet war ein französischer Hersteller von Automobilen.

## Unternehmensgeschichte
André Dubonnet leitete das Unternehmen, das den Dubonnet herstellte, fuhr Autorennen und entwickelte die Dubonnet-Federung. Es existierte von 1932 bis 1938, wobei gelegentlich auch 1933 als Gründungsjahr und 1936 als Auflösungsjahr angegeben sind. Der Sitz war laut mehrerer Quellen in Courbevoie. Auf dem Typenschild eines Fahrzeugs steht dagegen die folgende Adresse: 114, Boulevard Maurice Barrès, Neuilly-sur-Seine. Der Markenname lautete Dubonnet. Insgesamt entstanden nur wenige Fahrzeuge.

## Fahrzeuge
Das erste Fahrzeug von Dubonnet war ein Rennwagen auf Basis eines Hispano-Suiza H 6 von der Société Française Hispano-Suiza. Der Sechszylindermotor hatte 8000 cm³ Hubraum. Besonderheit war die leichte Karosserie aus Rosenholz. Die Höchstgeschwindigkeit war mit 193 km/h angegeben. Dieses Fahrzeug entstand bereits vor der Gründung des Unternehmens.
1932 folgte ein Fahrzeug auf Basis eines Hispano-Suiza, bei dem der besonders niedrige Rahmen auffiel. Die viertürige Limousine kam ohne Mittelpfosten aus.
Der Dauphin oder Dolphin hatte einen V8-Motor von Ford, der im Heck montiert war.
1935 entstand ein Viersitzer mit zwei Türen. Designer war Jean Édouard Andreau. Wiederum sorgte ein V8-Motor von Ford im Heck für den Antrieb.
Das bekannteste Fahrzeug des Unternehmens ist der Dubonnet Xenia von 1938. Es ist erhalten geblieben.